# Restmüllheizkraftwerk Böblingen
Das Restmüllheizkraftwerk Böblingen (RMHKW Böblingen) befindet sich im Böblinger Wald östlich von Böblingen auf dem Gelände des Panzerübungsplatzes Böblingen und gilt als eine der modernsten und effektivsten Müllverbrennungsanlagen in Europa.
Der Zweckverband Restmüllheizkraftwerk Böblingen (RBB) betreibt die Anlage und verwertet Haus- und Industrieabfälle, Sperrmüll, sowie Häckselabfälle und produziert damit nach dem Prinzip der Kraft-Wärme-Kopplung Strom und Fernwärme. Die Verbandsmitglieder sind die Landkreise Böblingen, Calw, Freudenstadt und Rottweil und die Landeshauptstadt Stuttgart, aus diesen Gebieten wird auch der Müll verwertet. Die anfallende Fernwärme wird durch die Wärmeauskopplungsgesellschaft Restmüllheizkraftwerk Böblingen mbH (WRB), ausgekoppelt und durch je eine Transportleitung der Stadtwerke Böblingen (SWBB) und der Stadtwerke Sindelfingen an rund 35.000 Haushalte in Böblingen und Sindelfingen verteilt. Der produzierte Strom reicht für rund 23.000 Haushalte und ein fünfstufiges Abgasreinigungssystem filtert Schadstoffe aus den Verbrennungsgasen.
Die Anlage soll bis 2027 durch eine Klärschlammverbrennung erweitert werden. In der Zukunft vorgesehen ist ein Bioreaktor, der aus Kohlendioxid und Wasserstoff Biogas produzieren soll, damit würde die Anlage kein Kohlendioxid mehr freisetzen. Außerdem wird über eine Rückgewinnung von Rohstoffen z. B. Metallen aus den Reststoffen diskutiert.

## Planung und Bau
Die Deponie in Sindelfingen an der Dachsklinge und die Kreismülldeponie in Böblingen bei der Panzerkaserne konnten nur noch wenig Material aufnehmen und eine langfristige Lösung wurde notwendig. Der ursprüngliche Plan war eine Anlage, die den Restmüll nicht nur von Böblingen, Sindelfingen und dem Kreis Böblingen verwerten sollte, sondern auch erhebliche Mengen aus Stuttgart und den umliegenden Landkreisen. Die Anlage war in der Planungsphase heftig umstritten, es bildete sich eine Bürgerinitiative gegen die Müllverbrennung. Aufgrund der Proteste wurde das Projekt auf eine geplante Kapazität von 140.000 t pro Jahr begrenzt. Die größte Demonstration in der Geschichte Böblingens mit rund 30.000 Demonstranten fand 1992 statt. Der Kreistag beschloss das Projekt schließlich im Juli 1995. Der Bau der Anlagen begann 1996, am 5. Mai 1999 startete der Regelbetrieb. Für den Bau der Anlage wurden rund 189 Millionen Euro investiert, zwei Drittel davon fielen für die Abluftreinigung an. Durch Prozessoptimierung gelang es, mit den bestehenden Anlagen die Kapazität auf rund 157.000 t pro Jahr zu steigern. Seit 2002 ist das Kraftwerk an das Fernwärmenetz angeschlossen.
2008 wurde ein Biomasseheizkraftwerk (BMHKW) integriert, in dem jährlich 20.000 t geschredderte Holzabfälle von den Häckselplätzen des Landkreises Böblingen verbrannt werden. Die Erweiterung kostete rund 8 Millionen Euro. Da alle verbrannten Stoffe biologischen Ursprungs sind, erzeugt diese Anlage 100 % Ökostrom. Die Anlage ist die erste großtechnische Anlage dieser Art, die Holzabfälle dieser Art verarbeiten kann. Der Auslastungsgrad ist abhängig von der Jahreszeit und dem anfallenden Häckselmaterial.

## Abluftreinigung
Für die Abluftreinigung gibt es eine fünfstufige Filteranlage.
- Die Abscheidung von Chlorwasserstoff, Schwefeldioxid und anderen säurebildenden Abgasen erfolgt in mehreren Stufen. Ein Kalkhydrat wird in den Abgasstrom dosiert.
- Die Reaktionsprodukte Calciumchlorid und Calciumsulfat werden zusammen mit dem Flugstaub an einem Gewebefilter abgeschieden. Im Flugstaub enthalten sind Schwermetalle und unverbrannte Kohlenwasserstoffe.
- In der nächsten Stufe wird Natriumhydrogencarbonat zugegeben. Die Reaktion erfolgt in einer Kammer, dadurch wird die Verweilzeit verlängert und die Reaktion kann vollständig ablaufen. Die dabei entstehenden Reaktionsprodukte sind hauptsächlich Natriumchlorid und Natriumsulfat, die an einem zweiten Gewebefilter abgeschieden werden. Nach dem zweiten Gewebefilter hat das Abgas noch eine Temperatur von 180 °C und wird in einem Wärmetauscher auf etwa 125 ° abgekühlt. Die Wärme wird als Fernwärme abgeführt.
- Eine weitere Reinigung geschieht mit Aktivkoks. Dort werden die restlichen säurebildenden Schadstoffe, Schwermetalle, Dioxine und Furane abgeschieden.
- Die nächste Stufe ist ein SCR-Katalysator, der mit Ammoniakwasser arbeitet und die Stickoxide zu Stickstoff und Wasser umsetzt.
- Am Schluss wird das Abgas noch einmal gekühlt und die Abwärme als Fernwärme abgeführt. Das gereinigte und abgekühlte Gas wird dann über den Kamin abgegeben. Die Werte für die restlichen Luftschadstoffe sind deutlich besser als die Grenzwerte in den gesetzlichen Vorgaben und werden teilweise um das Tausendfache unterschritten.

## Reststoffe
Als Reststoffe fallen Schlacke und Flugstaub an, die in den Bergbauversatz oder eine Deponie gehen. Verbrauchte oder inaktivierte Katalysatormaterialien werden vom Hersteller zurückgenommen. Die in der Anlage produzierten Abwässer gehen in die Kläranlage Böblingen-Sindelfingen. Eine kleine Menge Ionenaustauschmaterial und beladene Aktivkohle kann nicht wiederverwertet werden und wird als Sondermüll endgelagert. Deutlich weniger als 1 % des eingesetzten Restmülls muss als Sondermüll entsorgt werden.

## Technische Daten
Die Strom- und Wärmegewinnung erfolgt über Verbrennung von Müll für die Erzeugung von Dampf, der durch Kondensation eine Turbine antreibt. Die verbleibende Restwärme wird in das gemeinsame Fernwärmenetz der Städte Böblingen und Sindelfingen eingespeist.
| Feuerung                                                | Feuerung       |
| ------------------------------------------------------- | -------------- |
| Frischdampfdruck                                        | 40 bar         |
| Frischdampftemperatur                                   | 400° C         |
| Maximal erzeugbare Frischdampfmenge                     | 69,4 t Dampf/h |
| Installierte Generatorleistung lt. Typenschild (brutto) | 12,5 MW        |
| Feuerungswärmeleistung der Gesamtanlage (Abfallteil)    | 58 MW          |

| Abfallannahme                                                                      | Abfallannahme |
| ---------------------------------------------------------------------------------- | ------------- |
| Summe Abfallanlieferung                                                            | 166.936 t/a   |
| Durchschnittlicher Heizwert                                                        | 9.174 kJ/kg   |
| Durchschnittlicher biogener Anteil (wenn möglich nach HkNR nach Fremdenergieabzug) | 53 %          |
| Anzahl einzelner Abfallanlieferungen Müllbunker                                    | 25.800/a      |

| Wärme                               | Wärme                                                                                   |
| ----------------------------------- | --------------------------------------------------------------------------------------- |
| Exportierte Wärme                   | 253.045 MWh/a                                                                           |
| Betrieb des Fernwärmenetzes         | extern über die Wärmeauskopplungsgesellschaft Restmüllheizkraftwerk Böblingen mbH (WRB) |
| Produzierte Frischdampfmenge gesamt | 530.221 t                                                                               |

| Strom                                   | Strom        |
| --------------------------------------- | ------------ |
| Produzierte Strommenge                  | 66.804 MWh/a |
| Exportierte Strommenge                  | 45.541 MWh/a |
| Hocheffiziente KWK-Anlage (nach FW 308) | ja           |
| Teilnahme am Herkunftsnachweisregister  | ja           |
| Schwarzstartfähigkeit                   | ja           |
| Installierte Leistung Notstromaggregate | 2000 kW      |

| Leistungsdaten                 | Leistungsdaten |
| ------------------------------ | -------------- |
| Auslegungsheizwert             | 11077 kJ/kg    |
| Verbrennungseinheiten (Kessel) | 2              |
| Maximale Kapazität             | 157000 t/a     |
| Sperrmüllzerkleinerung         | ja             |

| Kenndaten                                        |                         |
| Leistung (therm.) RMHKW                          | 35 MW                   |
| Leistung (therm.) Biomasse-HKW                   | 4 MW                    |
| Leistung (therm.) gesamt                         | 39 MW                   |
| Feuerungswärmeleistung RMHKW                     | 50 MW                   |
| Feuerungswärmeleistung BMHKW                     | 6 MW                    |
| Feuerungswärmeleistung gesamt                    | 61 MW                   |
| Leistung (el.) RMHKW                             | 12,9 MW                 |
| Leistung (el.) BMHKW                             | 0,5 MW                  |
| Leistung (el.) gesamt                            | 13,5 MW                 |
| Fernwärmeerzeugung (2014) RMHKW                  | 179.730.054 kWh         |
| Fernwärmeerzeugung (2014) BMHKW                  | 18.138.114 kWh          |
| Fernwärmeerzeugung (2014) gesamt                 | 197.868.168 kWh         |
| Stromabgabemenge an öffentl. Netze (2014) RMHKW  | 32.205.561 kWh          |
| Stromabgabemenge an öffentl. Netze (2014) BMHKW  | 2.958.743 kWh           |
| Stromabgabemenge an öffentl. Netze (2014) gesamt | 35.164.304 kWh          |
| Brennstoffart RMHKW                              | Abfälle zur Verwertung  |
| Brennstoffart BMHKW                              | Holz (Siebfeinmaterial) |
| Brennstoffeinsatz RMHKW                          | 2 × ca. 10 t/h          |
| Brennstoffeinsatz BMHKW                          | ca. 2 t/h               |
| Jahresbetriebsstunden RMHKW                      | ca. 8.000 h/a           |
| Jahresbetriebsstunden BMHKW                      | > 6.500 h/a             |
| CO2-Vermeidung (2014) RMHKW                      | 24.503 t CO2equ/a       |
| CO2-Vermeidung (2014) BMHKW                      | 7.368 t CO2equ/a        |
| CO2-Vermeidung (2014) gesamt                     | 31.771 t CO2equ/a       |
| Substitution Heizöl (2014) RMHKW                 | 7.746.974 l             |
| Substitution Heizöl (2014) BMHKW                 | 2.339.037 l             |
| Substitution Heizöl (2014) gesamt                | 10.086.011 l            |

## Künftige Ausbauten
Die Restmüllverbrennung ist durch Abnahme von Müll aus den umliegenden Kreisen nahezu permanent zu 100 % ausgelastet. Als nächste anstehende Erweiterung ist die Errichtung der Klärschlammverbrennungsanlage Böblingen (KBB) geplant. Klärschlamm aus Industrie- und Haushaltsabwasser darf seit einer Änderung der Klärschlammverordnung 2017 nicht mehr als Dünger auf die Felder gebracht werden, sondern muss verbrannt werden. Das im Klärschlamm enthaltene Phosphat muss nach dem Gesetz zu mindestens 80 % zurückgewonnen werden und kann dann wieder als Dünger in der Landwirtschaft verwendet werden. Dieses benötigt eine spezialisierte Monoverbrennung, die 2025 in Bau und 2027 in den regulären Betrieb gehen soll. Das bisherige Gelände kann nicht erweitert werden, da der umliegende Militärübungsplatz im Eigentum der amerikanischen Regierung steht. Für die neue Anlage soll daher der bisherige Parkplatz für die Müllfahrzeuge genutzt werden. Die bestehende Abgasreinigung hat nicht die Kapazität für die Aufnahme der Abgase der Monoverbrennung und muss zu diesem Zweck umgebaut oder erweitert werden. Verantwortlich für den Bau und Betrieb der Klärschlammverbrennungsanlage ist ebenfalls der Zweckverband RBB. Die Phosphorrückgewinnung aus den Verbrennungsrückständen soll möglicherweise an einen Dienstleister abgegeben werden.
Das anfallende Kohlendioxid soll ausgewaschen werden und zusammen mit Wasserstoff in Bioreaktoren zu Biogas umgesetzt werden.